# Motociklistična Velika nagrada Kanade
Motociklistična Velika nagrada Kanade je bila motociklistična dirka svetovnega prvenstva v sezoni 1967.

## Zmagovalci
| Sezona | Dirkališče | 125 cm3           | 250 cm3               | 500 cm3               | Poročilo |
| ------ | ---------- | ----------------- | --------------------- | --------------------- | -------- |
| 1967   | Mosport    | Bill Ivy (Yamaha) | Mike Hailwood (Honda) | Mike Hailwood (Honda) | Poročilo |